# Paolo de Bernardis
Paolo de Bernardis (né le 1er février 1959 à Florence) est un astrophysicien et cosmologiste italien actuellement professeur à l'université de Rome « La Sapienza ».

## Biographie
Paolo de Bernardis a achevé ses études de physique en 1982 avec summa cum laude à l'université La Sapienza de Rome. Depuis 1984 il est chercheur universitaire, docteur es sciences en 1987. En 1992 il a été nommé professeur associé, en 2001 professeur extraordinaire et depuis 2004 il est professeur ordinaire à « La Sapienza ».
Paolo de Bernardis a été le responsable de la mission BOOMERanG, un ballon stratosphérique lancé depuis la base américaine de Mac Murdo, en Antarctique, qui a été le premier à offrir une cartographie à haute résolution des anisotropies du fond diffus cosmologique à la fin des années 1990. Cette mission est considérée comme la première à permettre une estimation précise de différents paramètres cosmologiques à l'aide du fond diffus cosmologique. En particulier, elle a permis pour la première fois de déterminer que la courbure spatiale de l'univers était très faible.

## Distinctions et honneurs
- 2001 Prix Antonio-Feltrinelli de l'Académie des lyncéens
- 2002 la Targa Piazzi de l'INAF/MIUR
- 2006 Prix Balzan pour l'astronomie et astrophysique observationnelles (avec Andrew Lange)
- 2009 Prix Dan David